# Meginhard (Osnabrück)
Meginhard (auch: Meingoz) soll von 804/805 bis 829 der zweite Bischof von Osnabrück gewesen sein.
Allerdings ist seine Existenz als reale Person zu bezweifeln, da es keine zeitgenössischen Quellen für sein Leben gibt. Seine erste Erwähnung findet Meginhard in einer gefälschten Urkunde (sog. Zehntbestätigung) vom 7. September 829, die angeblich von Ludwig dem Frommen ausgestellt worden ist. Allerdings stammt die Fälschung vom Osnabrücker Bischof Benno II., der im 11. Jahrhundert eine Vielzahl an Urkunden, darunter auch die Zehntbestätigung, fälschte.
In der ältesten Quelle Osnabrücks, den Querimonia Egilmari, auch bekannt als Klageschriften des Bischofs Egilmar von Osnabrück an Papst Stephan V. aus dem Jahr 890 wegen der Zehntrechte, die dem Bistum Osnabrück von den Klöstern Corvey und Herford entfremdet wurden, findet Meginhard keine Erwähnung.